# Питово
Питово (болг. Питово) — село в Болгарии. Находится в Сливенской области, входит в общину Нова-Загора. Население составляет 386 человек.

## Политическая ситуация
В местном кметстве Питово, в состав которого входит Питово, должность кмета (старосты) исполняет Андон Иванов Стоилов (Земледельческий народный союз (ЗНС)) по результатам выборов правления кметства.
Кмет (мэр) общины Нова-Загора — Николай Георгиев Грозев (Граждане за европейское развитие Болгарии (ГЕРБ)) по результатам выборов в правление общины.